# Gips
Gips ili sadra je vrsta minerala koji se na Mohsovoj skali nalazi pod brojem 2, što znači da je na toj skali drugi najmekši mineral, odmah poslije talka. Kemijska formula mu je CaSO4·2H2O.
Gips se u prirodi nalazi u 3 osnovna oblika:
1. gipsni kamen CaSO4 × 2 H2O - dihidrat gipsa
2. anhidrit- bezvodni gips Ca[SO4]
3. građevinski gips CaSO4 × ½ H2O ili poluhidrat

Prema vrsti proizvoda gips se dijeli na građevinski i tehnički gips.